# Siedenbollentin
Siedenbollentin település Németországban, Mecklenburg-Elő-Pomeránia tartományban. Lakosainak száma 551 fő (2023. december 31.).

## Népesség
A település népességének változása:
| Lakosok száma | 583  | 570  | 562  | 565  | 551  |
|               | 2017 | 2019 | 2021 | 2022 | 2023 |